# جرمی فوت
جرمی فوت (انگلیسی: Jérémy Pied؛ زادهٔ ۲۳ فوریهٔ ۱۹۸۹) بازیکن فوتبال اهل فرانسه است که در پست مدافع بازی می‌کند.
از باشگاه‌هایی که در آن بازی کرده‌است می‌توان به باشگاه فوتبال المپیک لیون، باشگاه فوتبال گنگام، باشگاه فوتبال متس، و باشگاه فوتبال نیس اشاره کرد.
وی همچنین در تیم ملی فوتبال زیر ۲۱ سال فرانسه بازی کرده‌است.